# Херцег-Новий (община)
Община Херцег-Новий (серб./чорн. Општина Херцег Нови/Opština Herceg Novi) — община/громада в Чорногорії. Адміністративний центр общини — місто Херцег-Новий, населення якого становить близько 12 739 (2003).
Громада розташована в південній частині Чорногорії на морському узбережжі Адріатичного моря — є її крайнім західним порубіжжям та прикордонням з Хорватією і частково з Боснією та Герцеговиною. За переписом населення проведеного в Чорногорії в 2003 році чисельність мешканців общини становила близько 33 034 осіб, які мешкали на площі 235 км² в 27 населених пунктах.

## Національний склад
Згідно з переписом населення країни, станом на 2003 рік:
| Етнічні групи                   | Населення. | Процент  |
| ------------------------------- | ---------- | -------- |
| серби                           | 17.470     | 52,88 %  |
| чорногорці                      | 9.447      | 28,59 %  |
| хорвати                         | 798        | 2,41 %   |
| не визначилися з національністю | 2.746      | 8,31 %   |
| невідомі                        | 2.573      | 7,81 %   |
| Загалом                         | '33.034    | 100,00 % |

## Населені пункти общини/громади
| - Баошичі (Baošići), - Бієла (Bijela), - Бієлське Крушевиці (Bijelske Kruševice), - Дженовичі (Đenovići), - Джуричі (Đurići), - Іхало (Igalo), - Йошиці (Jošice), - Жлієби (Žlijebi) - Зеленіка (Zelenika), | - Камено (Kameno), - Крушевиці (Kruševice), - Кумбор (Kumbor), - Куті (Kuti), - Луштиця (Luštica), - Меліне (Meljine), - Мойдеж (Mojdež), - Мокрине (Mokrine), - Поді (Podi), | - Прієвор (Prijevor), - Проводина (Provodina), - Ратишевина (Ratiševina), - Сасовичі (Sasovići), - Суторина (Sutorina), - Сущепан (Sušćepan), - Требесінї (Trebesinj), - Ублі (Ubli), - Херцег-Новий (Herceg Novi) |